# Safira de Santo Eduardo

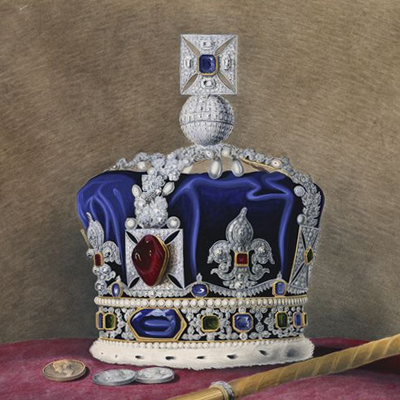
Coroa Imperial de Estado feita para a coroação da Rainha Vitória.

A Safira de São Eduardo (inglês: St Edward's Sapphire) é uma safira octogonal com lapidação rosa que faz parte das Joias da Coroa Britânica.
Sua história é mais antiga do que qualquer outra pedra preciosa da coleção real. Acredita-se que a pedra tenha estado no anel de coroação de Eduardo, o Confessor, conhecido mais tarde como Santo Eduardo, que ascendeu ao trono da Inglaterra em 1042, vinte e quatro anos antes da conquista normanda. Eduardo, um dos últimos reis anglo-saxões da Inglaterra, foi enterrado com o anel na Abadia de Westminster em 1066.
Foi supostamente retirado do ringue quando o corpo de Eduardo foi reenterrado na Abadia de Westminster em 1163.
Não está claro como a joia sobreviveu à Guerra Civil Inglesa no século XVII, mas provavelmente foi recortada em sua forma atual por Carlos II após a restauração da monarquia.
A Rainha Vitória acrescentou a joia à Coroa Imperial de Estado, dando-lhe um papel de destaque no centro da cruz no topo da coroa, onde permanece até hoje na coroa semelhante usada pelo Rei Carlos III.
A Safira de Santo Eduardo está em exibição pública com as outras Joias da Coroa na Jewel House na Torre de Londres.
Acredita-se que a safira tenha se originado na Ásia, potencialmente no Afeganistão ou no Sri Lanka, que são famosos por seus depósitos de coríndon de produção de gemas desde os tempos antigos.

## Galeria

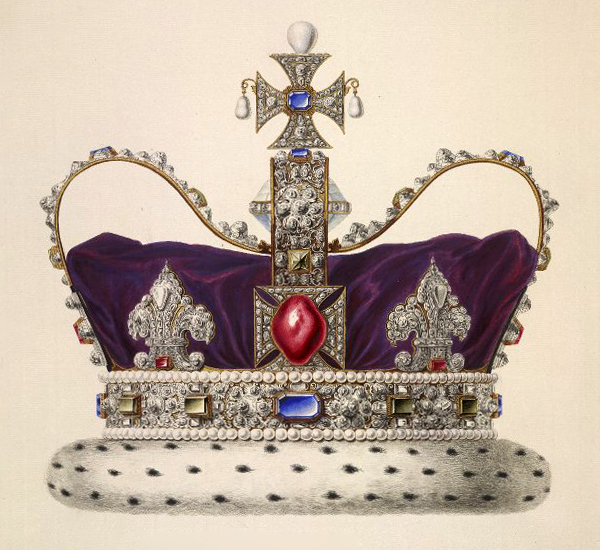
Coroa Imperial de Estado de Jorge I da Inglaterra.
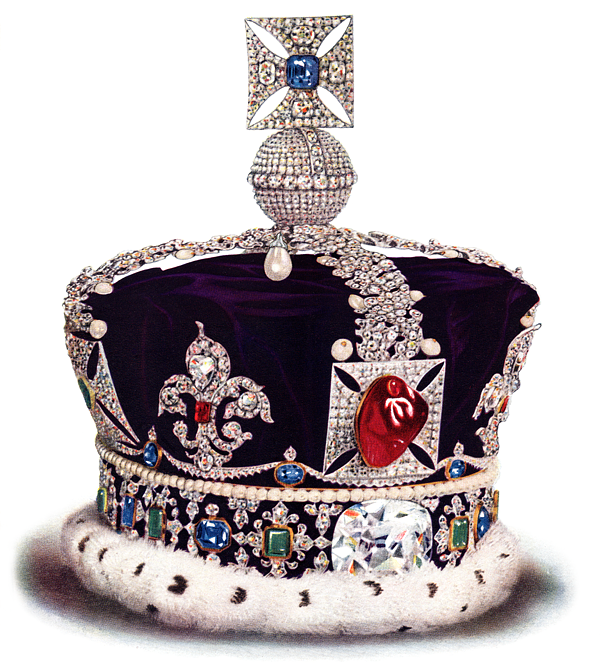
Coroa Imperial de Estado feita para a coroação de Jorge VI, a mesma que é usada até os dias de hoje.